# Bức màn bí mật
Bức màn bí mật (tiếng Trung: 洗冤錄) là một bộ phim truyền hình Hồng Kông do TVB sản xuất với 22 tập. Bộ phim được lấy cảm hứng từ quyển sách Tấy oan tập lục của Tống Từ, một nhà pháp y học nổi tiếng thời Tống. Phim được phát sóng trên TVB từ ngày 20 tháng 12 năm 1999 đến 16 tháng 1 năm 2000. Nội dung kể về hành trình trở thành một nhà pháp y học của Tống Từ.

## Nội dung
Tống Từ từ khi sinh ra đã bị mọi người trong thị trấn Đào Viên phân biệt đối xử. Vì muốn đòi lại phần đất vốn có phần của mình nên đã đến gặp trưởng thôn phân bua nhưng sau đó trưởng thôn chết. Do nghi ngờ anh đã sát hại trưởng thôn nên quan huyện đã bắt giam và chờ ngày xử tử cùng với cô gái giang hồ Đường Tư. Sau đó, Tống Dực đến nhận chức quan xét xử lại vụ án, với sự giúp đỡ của Mã Quý - canh xác chết nên Tống Từ và Đường Tư được minh oan thả ra. Tiếp đến, Tống Từ nhận Mã Quý làm sư phụ còn về phần Tống Dực mời Tống Từ làm tác ngọ cho huyện. 

## Phân vai

### Nha môn trấn Đào Viên
| Diễn viên         | Vai             |
| Lâm Văn Long      | Tống Dực        |
| Lâm Văn Long      | Phương Tuấn     |
| Âu Dương Chấn Hoa | Tống Từ         |
| Tạ Thiên Hoa      | Tiết Đan        |
| Lưu Gia Huy       | Nhiếp Nhân Long |
| Trần Diệu Anh     | Nhiếp Phong     |
| Diệp Chấn Thanh   | Hà Hổ           |
| Hoàng Trạch Phong | Tiền Báo        |

### Tống Gia
| Diễn viên      | Vai        |
| Hứa Thiệu Hùng | Tống Thành |
| Chu Mễ Mễ      | Lỗ Hoa     |
| Lâm Văn Long   | Tống Dực   |

### Lam Gia
| Diễn viên        | Vai           |
| Lí Long Cơ       | Lam Đào       |
| Mã Tinh Nghi     | Hạ Kỉ Hương   |
| Chu Khải San     | Lâm Uyển Quân |
| Diêu Doanh Doanh | Lam Thể Điệp  |
| Khâu Vạn Thành   | Vương Phúc    |
| Ngũ Tuệ San      | Tiểu Thúy     |
| Chu Gia Di       | Tiểu Yến      |
| Lí Yến San       | Tiểu Quyên    |

### Phủ Khang Vương
| Diễn viên      | Vai             |
| Phùng Tố Ba    | Khang Vương Phi |
| Tuyên Huyên    | Đường Tư        |
| Quảng Văn Tuân | Triệu Tâm Như   |
| Dư Tử Minh     | Trung đại thúc  |

### Hoàng Cung
| Diễn viên       | Vai            |
| Lương Kiện Bình | Hoàng đế       |
| An Đức Tôn      | Triệu Viễn Tài |
| Phùng Hiểu Văn  | Vịnh Phi       |